# Bột Lợi
Bột Lợi (chữ Hán giản thể: 勃利县, âm Hán Việt: Bột Lợi huyện) là một huyện thuộc địa cấp thị Thất Đài Hà, tỉnh Hắc Long Giang, Trung Quốc. Bột Lợi nằm ở phía đông của Hắc Long Giang, có diện tích 3962 km², dân số 370.000 người. Mã số bưu chính của huyện Bột Lợi là 154500. Huyện lỵ đóng ở trấn Bột Lợi.
Huyện Bột Lợi được chia thành 5 nhai đạo, 5 trấn, 8 hương, 1 hương dân tộc. 
- Nhai đạo biện sự xứ: Thiết Tây, Thành Tây, Nguyên Minh, Tân Hoa, Tân Khởi.
- Trấn: Bột Lợi, Uy Khẳng, Song Hà, Tiểu Ngũ, Đại Tứ Trạm.
- Hương: Trấn Giao, Trường Hưng, Thanh Sơn, La Tuyền, Thưởng Khẳng, Cát Hưng, Vĩnh Thuận, Hằng Đại.
- Hương dân tộc Triều Tiên Hạnh Thụ.